# Лебо Лебо, Антониу
Антонио Лебо Лебо (порт. Antônio Lebo Lebo; род. 29 мая 1977[…], Маланже) — ангольский футболист.

## Карьера
Выступал на позиции защитника в нескольких ангольских командах. В 2010 году находился в составе бразильского клуба «Дуки-ди-Кашиас». Выступал за национальную сборную Анголы, участник чемпионата мира 2006 года.